# Viruno

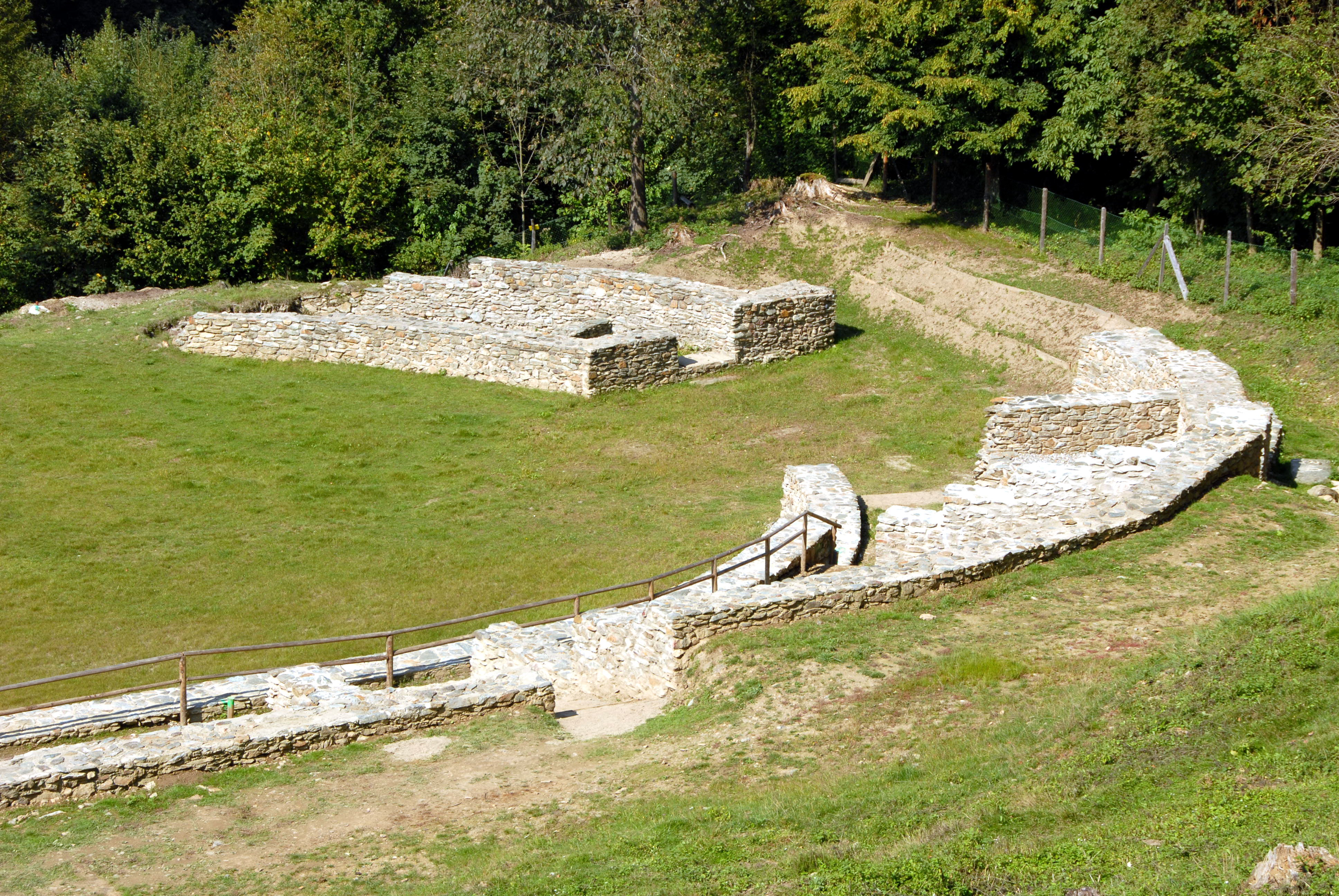
Anfiteatro di Viruno, parte settentrionale

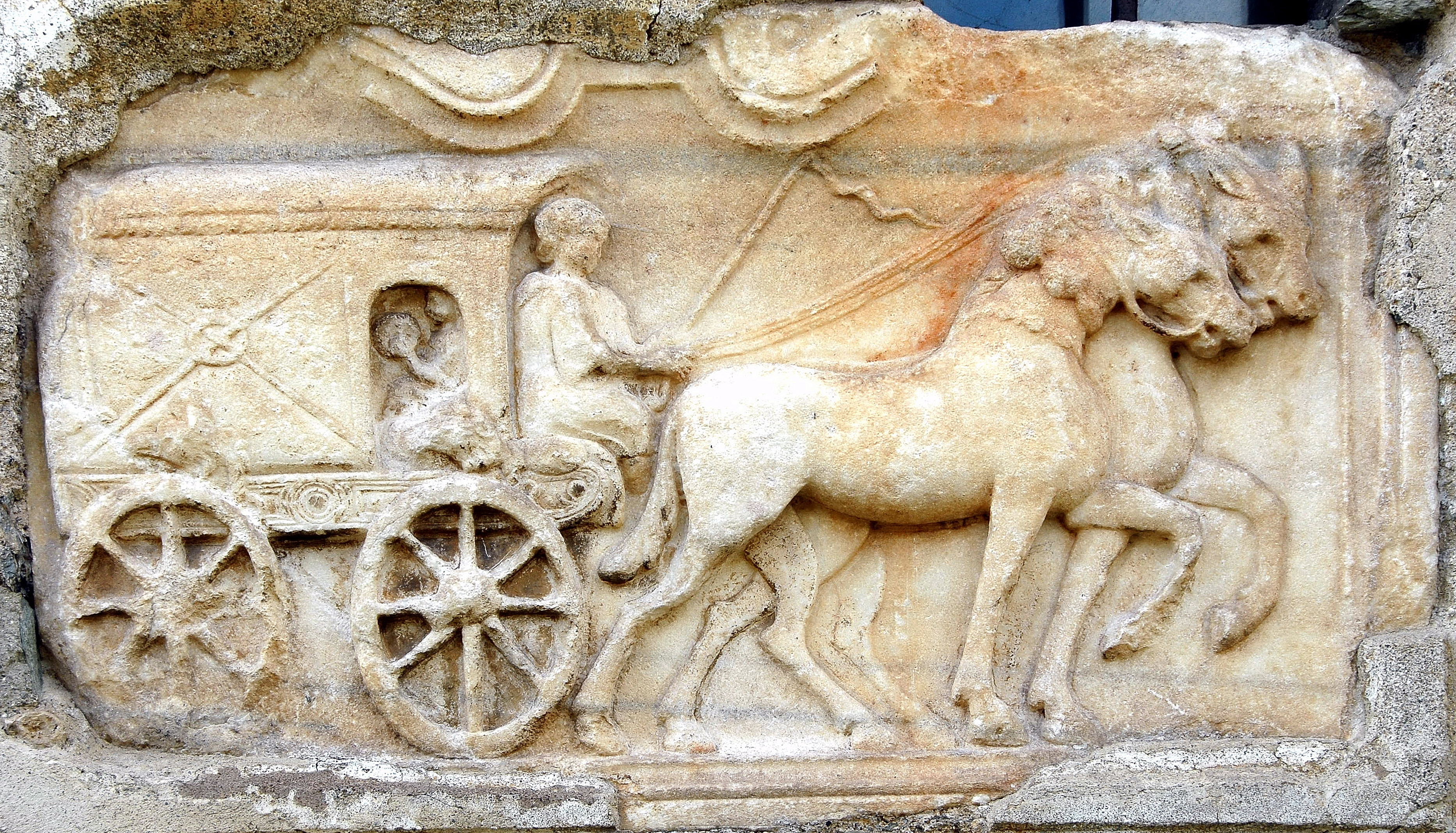
Trasporto (nell'oltretomba?) in una tomba romana a Viruno. Adesso si trova nel muro meridionale della chiesa di Maria Saal

Viruno (in latino Claudium Virunum) era una città romana posta nella provincia di Norico, dove oggi si trova lo Zollfeld nello stato austriaco della Carinzia. Viruno potrebbe essere anche stato il nome dell'antico insediamento celtico-romano posto sulla vicina collina di Magdalensberg. Viruno è oggi sede titolare vescovile della Chiesa cattolica con il nome di diocesi di Viruno (Virunensis).

## Storia
Il municipio Claudium Virunum, o semplicemente Virunum, fu fondato durante il regno dell'imperatore Claudio come capitale della provincia del Norico, prendendo il posto della cittadina costruita sulla sommità della collina di Magdalensberg, e forse prendendone anche il nome. L'antico insediamento è tipicamente noto per essere stata la capitale del regno celtico pre-romano del Norico, una città il cui nome è, al momento, ancora sconosciuto. La nuova fondazione romana si trovava sulla strada principale che collegava l'Adriatico al Danubio, con un ramo che attraversava la Carinzia sud-orientale collegando Virunum alla via dell'Ambra. Stabilita su un terreno al riparo da alluvioni sullo Zollfeld, parte della città giunge fino al colle Töltschach ad est.
La città osservava il diritto latino e fu sede del governatore provinciale (procurator Augusti provinciae Norici) fino alla metà del II secolo. Dopo le guerre marcomanniche (che i romani chiamarono bellum Germanicum) l'amministrazione della provincia fu spostata a Ovilava, oggi Wels in Alta Austria, ma la gestione delle finanze rimase a Viruno. Quando l'imperatore Diocleziano divise la grande provincia del Norico, Viruno divenne capitale della neonata provincia del Noricum mediterraneum.
A partire dal 343 Viruno divenne sede episcopale. Non si conosce molto del declino della città. Non essendo fortificata e trovandosi in una valle pianeggiante, durante il periodo delle migrazioni (le cosiddette "invasioni barbariche") la città fu probabilmente evacuata dai suoi abitanti, completamente o in parte. Le persone abbandonarono la città trasferendosi sulle colline circostanti, come Ulrichsberg o Grazerkogel. Nel V secolo viene citata Teurnia in Carinzia occidentale, vicino all'odierna città di Spittal an der Drau, come capitale di Norico.
Il territorio amministrato da Viruno comprendeva la Carinzia centrale e meridionale, così come parte della Stiria, e copriva un'area di circa 9000 km².

## Descrizione
La vera e propria città occupava circa 1 km². I primi scavi furono effettuati nella seconda metà del XVIII secolo ed all'inizio del XIX secolo, ma la documentazione è scarsa. Scavi più estesi e sistematici avvennero tra la fine del XIX secolo ed il 1931. Ulteriori scavi avvennero alla fine del XX secolo, portando anche alla scoperta dell'anfiteatro.
L'aspetto della città è quello di una scacchiera, con l'asse principale che corre da sud-sudovest a nord-nordest, con forum e capitolium. È stato portato alla luce un mosaico di Dioniso di almeno 30 metri quadri. Le strade cittadine non sono fortificate, ma il sistema fognario, tubi di piombo e luoghi d'acqua pubblici sono la prova di una fornitura di acqua ordinata ed organizzata.

## Santuari ed edifici pubblici
Staccato dal capitolium cittadino, fu scavato un dolichenum in onore del dio della guerra Giove Dolichenus, in cui le iscrizioni provano l'esistenza di due Mithraea. Nel 1999 sono stati rinvenuti due bassorilievi in un tempio di Nemesi vicino all'anfiteatro. Le prove dell'esistenza di un'antica chiesa cristiana, ipotizzata per molto tempo, sono state trovate di recente nella parte settentrionale della città.
Un teatro romano, l'unico conosciuto in tutta Norico, assieme all'anfiteatro ellittico, era situato sulle pendici della collina Töltschach. Si crede che un grande edificio più ad est sia stato il palazzo del praeses o del governatore provinciale.

## Il "Prunnerkreuz"
Diverse lastre di pietra romane di Viruno sono state incorporate nel Prunnerkreuz ("Croce di Prunner"), un piccolo santuario del 1692 posto al confine settentrionale della città. Johann Dominikus Prunner fu il Segretario dell'assemblea del ducato di Carinzia nonché un archeologo privato.

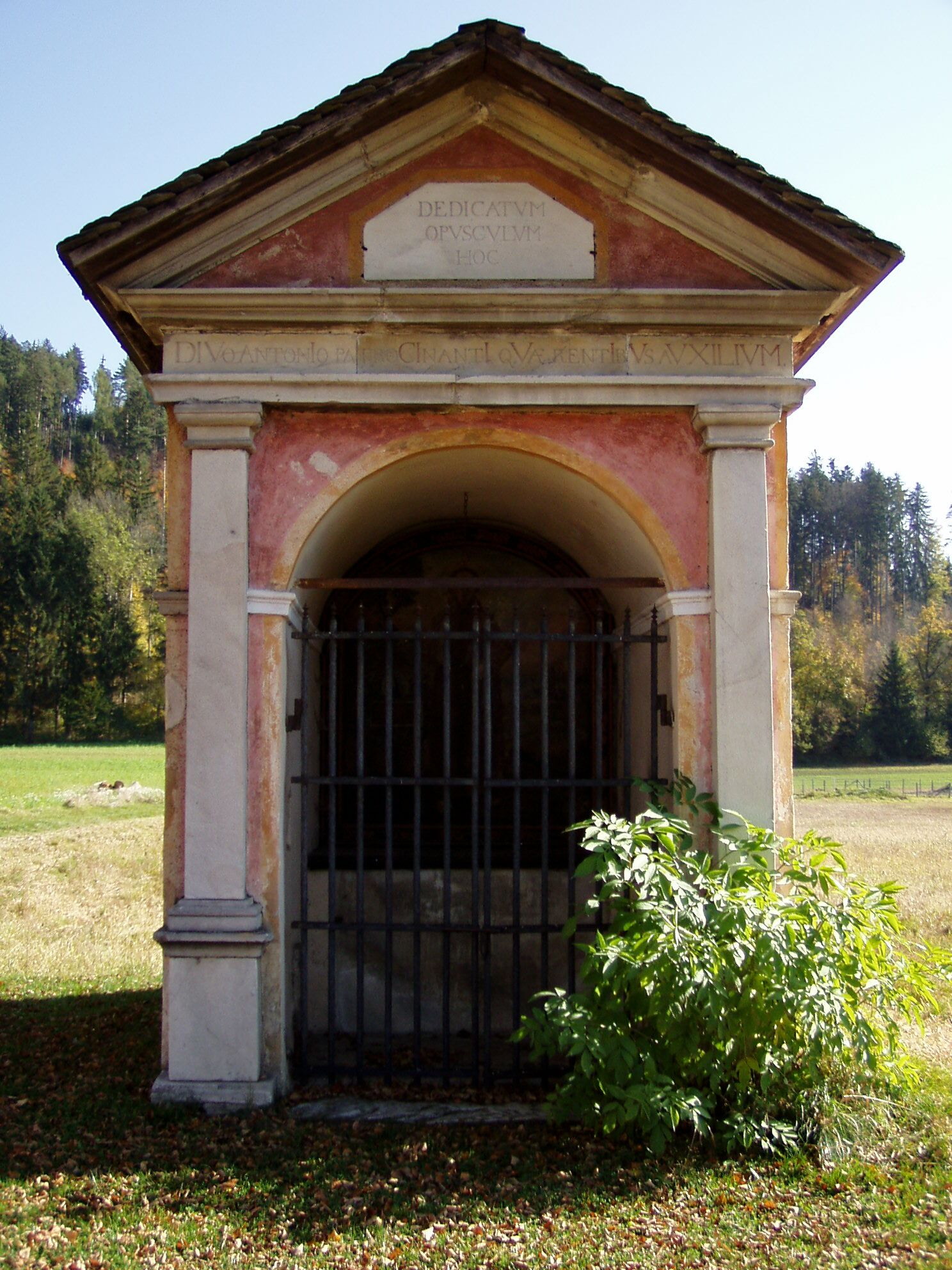
Santuario di Prunnerkreuz del 1692 con lastre di pietra romane e celtiche

Credendo che il nome della città fosse Sala, da cui derivò in seguito il nome della vicina Maria Saal, Prunner fece porre una lapide nel muro meridionale del santuario su cui fece scrivere HIC LOCVS EST UBI SALA STETIT - PENETRARE VIATOR (Questo è il luogo dove si trovava Sala). Altre pietre di Viruno che sono state integrate sono:
- Una stele della metà del I secolo in memoria di un C. Iulius Censo e della sua sposa Iulia Privata.
- L'iscrizione proveniente da una tomba del 200 di T. Accius Marcus, della moglie Saturnina e del figlio Accius Maximus, soldato nella Legio II Italica.
- Due antichi capitelli di colonne cristiane furono, fino a poco tempo fa,[9] la sola prova dell'esistenza di un'antica chiesa cristiana a Viruno.

## Galleria d'immagini

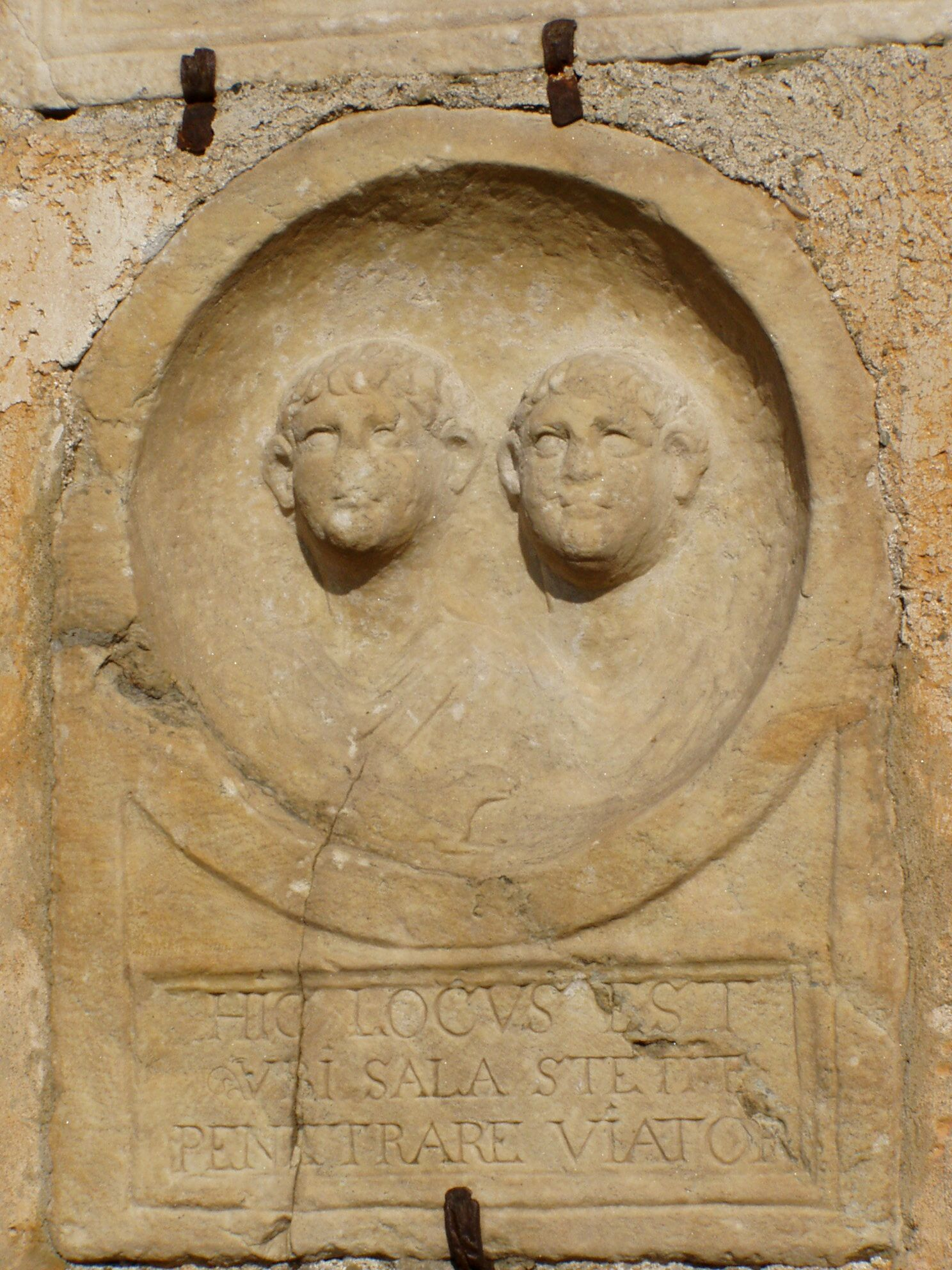
Lapide con l'iscrizione di Prunner
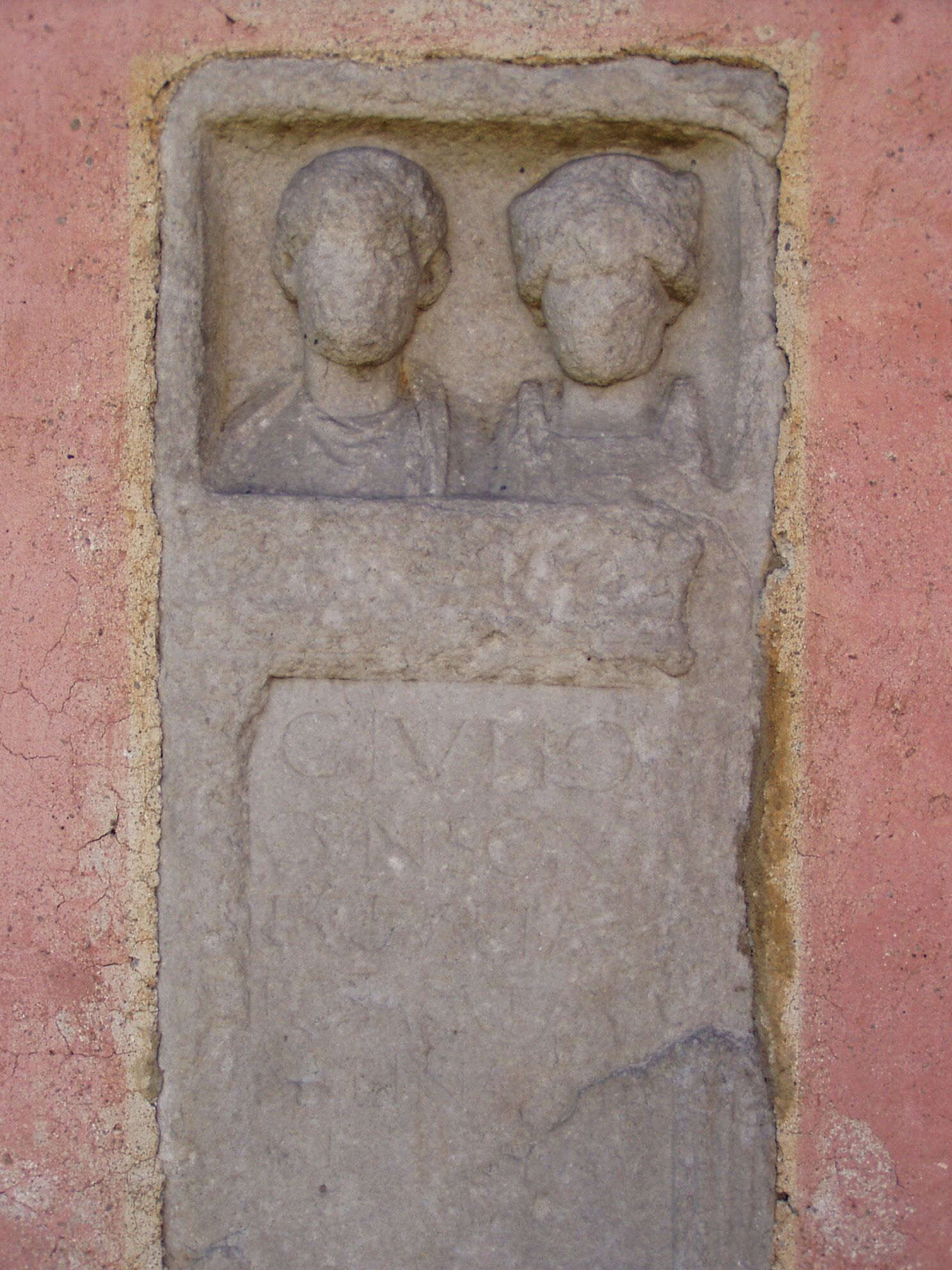
Stele in memoria di C. Iulius Censo e Iulia Privata.
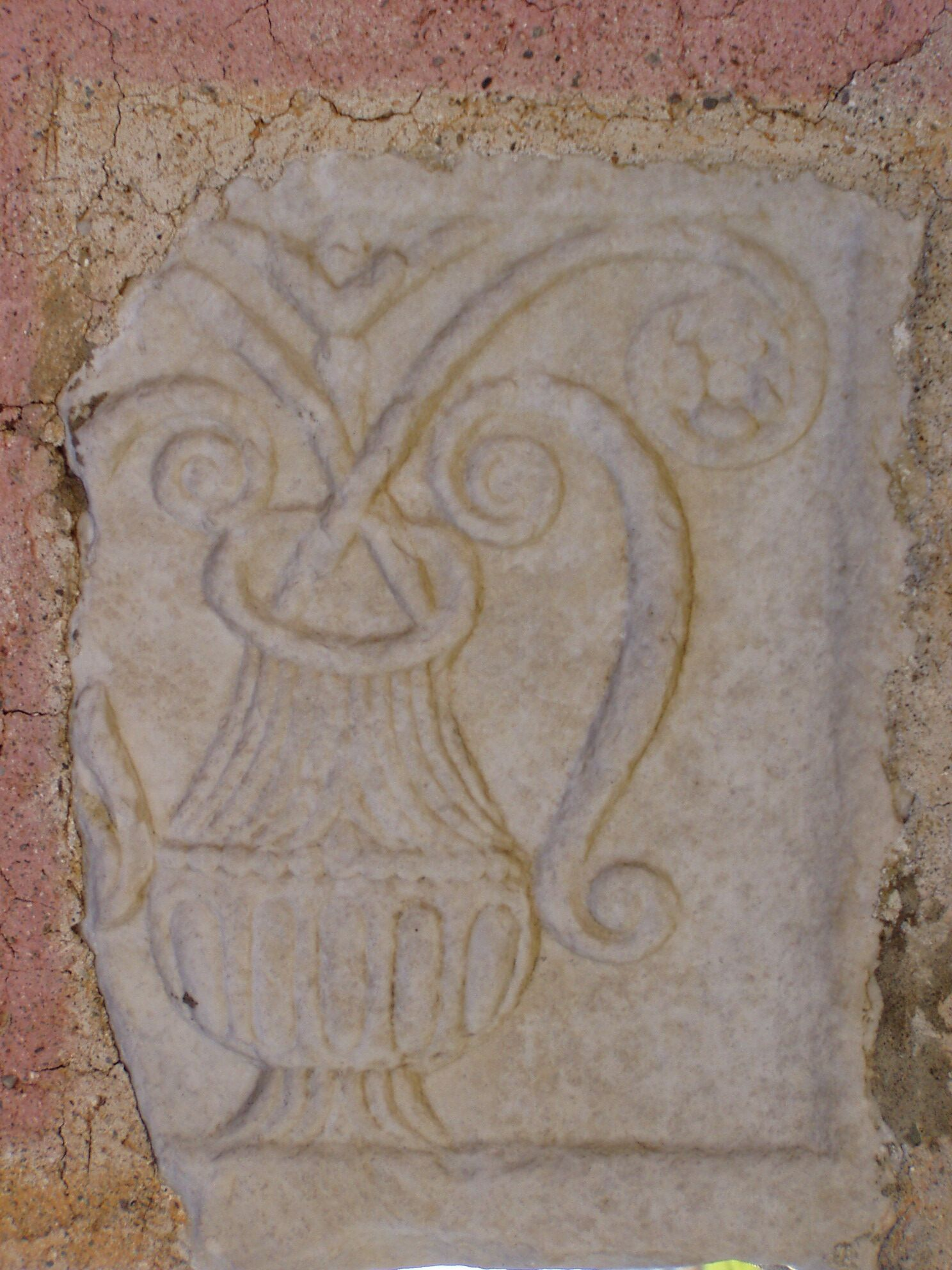
Lastra ornamentale